# Geschützter Landschaftsbestandteil Wiesenbrink

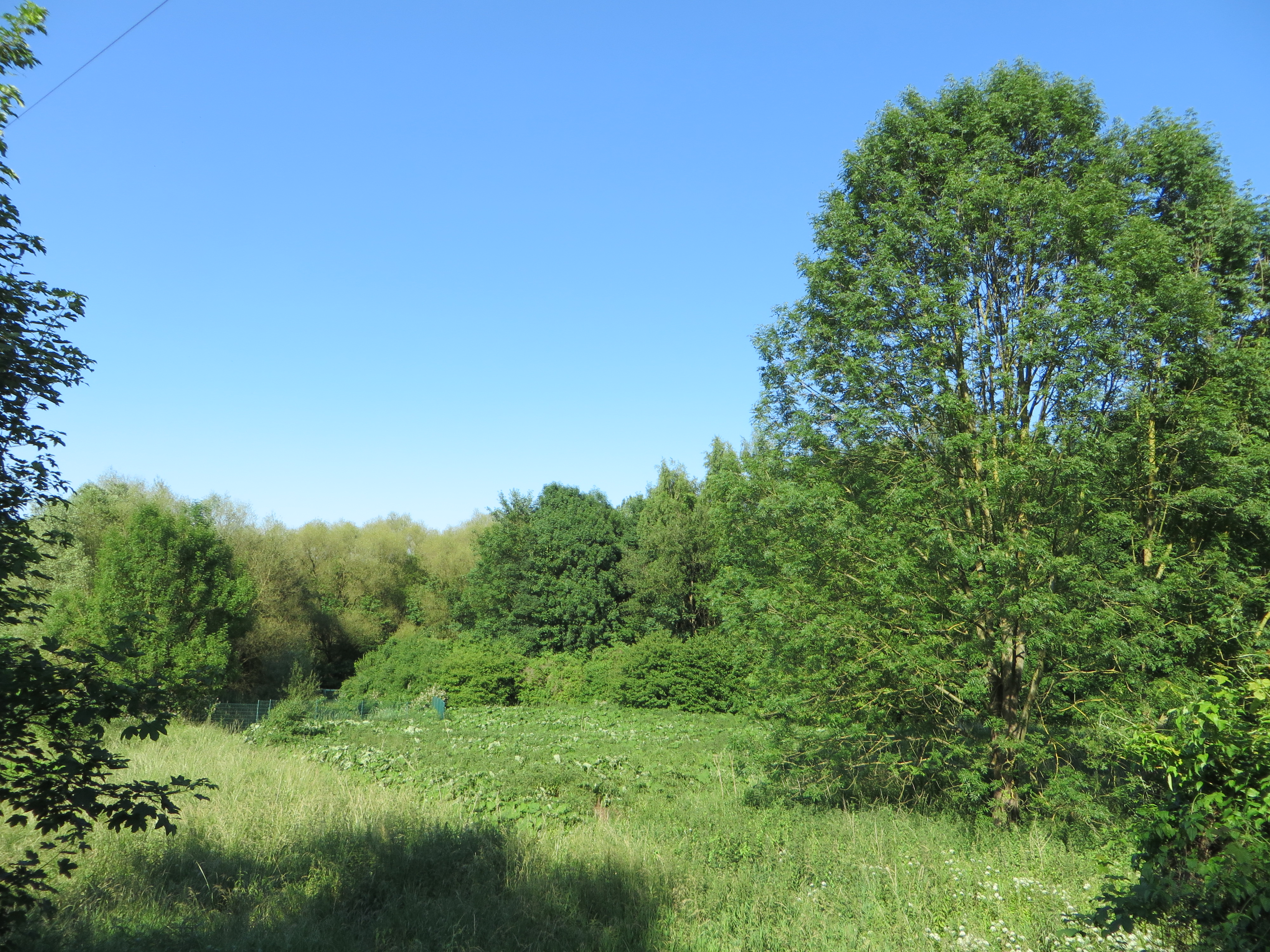
Geschützter Landschaftsbestandteil Wiesenbrink

Der Geschützte Landschaftsbestandteil Wiesenbrink mit einer Flächengröße von 1,8 ha befindet sich südöstlich
des Autobahnkreuzes Hagen auf dem Gebiet der kreisfreien Stadt Hagen in Nordrhein-Westfalen. Der LB wurde 1994 mit dem Landschaftsplan der Stadt Hagen vom Stadtrat von Hagen ausgewiesen. Der LB ist umgeben vom Landschaftsschutzgebiet Barmerfeld.

## Beschreibung
Beim LB „handelt sich um den Restbestand eines Laubmischwaldes mit Quellbereich sowie angrenzenden feuchten Schlagfluren und einer Wiesenbrache im Verbuschungsstadium mit Tümpel.“

## Schutzzweck
Laut Landschaftsplan erfolgte die Ausweisung insbesondere: 
- „zur Sicherung der Leistungsfähigkeit des Naturhaushalts durch Erhalt und Entwicklung eines strukturreichen Feuchtgebietes als Lebensraum, insbesondere für die charakteristischen Pflanzen- und Tierarten der Quellzonen, Feuchtbrachen und Feuchtwälder.“[1]